# Skopiá (Flórina)
Skopiá, en grec moderne : Σκοπιά, est un village du dème de Flórina, district régional de Flórina, en Macédoine-Occidentale, Grèce. 
Selon le recensement de 2011, la population du village compte 563 habitants.